# فيكتور نيكلسون
فيكتور نيكلسون (25 أغسطس 1892 بملبورن في أستراليا - 11 أبريل 1946 في نيوزيلندا) (بالإنجليزية: Victor Nicholson)‏ هو لاعب كريكت نيوزلندي.

## وصلات خارجية
- فيكتور نيكلسون على موقع إي آس بي آن كريك إنفو (الإنجليزية)